# Alpha Ursae Majoris
Alpha Ursae Majoris (Dubhe, Dubh, Dubb, Thahr al Dub al Akbar, Ak, 50 Ursae Majoris) é uma estrela na direção da Ursa Major. Possui uma ascensão reta de 11h 03m 43.84s e uma declinação de +61° 45′ 04.0″. Sua magnitude aparente é igual a 1.81. Considerando sua distância de 124 anos-luz em relação à Terra, sua magnitude absoluta é igual a −1.08. Pertence à classe espectral F7V comp.